# Uchang-dong
Uchang-dong (koreanska: 우창동)  är en stadsdel i staden Pohang i provinsen Norra Gyeongsang i den östra delen av Sydkorea, 270 km sydost om huvudstaden Seoul. Den ligger i det norra stadsdistriktet, Buk-gu.